# Bandidos sociales
Bandido social es un término acuñado por el historiador Eric Hobsbawm en su estudio clásico de 1965 sobre las formas populares de resistencia, Rebeldes primitivos. Posteriormente expandió el tema en el estudio de 1969, Bandidos. 
La tesis clave de Hobsbawm era que los bandidos sociales eran individuos que vivían en los bordes de las sociedades rurales, del robo y el saqueo, y que frecuentemente eran vistos por la gente común como héroes o señales de la resistencia popular. El bandidismo social es un fenómeno ampliamente difundido y conocido en gran número de sociedades, y algunos argumentan que aún existe en áreas remotas y en los mares (piratas).